# Třída Tourville
Třída Tourville (jinak též typ F67) byly fregaty francouzského námořnictva. Ve Francii však byly původně klasifikovány protiponorkové korvety typu C67. Objednány byly jako náhrada za tři nepostavené jednotky třídy Aconit. V letech 1974–1977 byly do služby zařazeny tři jednotky této třídy – Tourville, Duguay-Trouin a De Grasse. Jejich hlavním úkolem bylo ničení ponorek. Vyřazeny byly do roku 2013.

## Stavba
Všechny tři fregaty postavila loděnice Arsenal de Lorient v Lorientu. Tourville byl postaven v letech 1970–1974, Duguay-Trouin v letech 1971–1975 a konečně De Grasse v letech 1972–1977.
Jednotky třídy Tourville:
| Jméno                | Spuštěna           | Vstup do služby | Status       |
| -------------------- | ------------------ | --------------- | ------------ |
| Tourville (D610)     | 13. května 1972    | 21. června 1974 | Vyřazen 2011 |
| Duguay-Trouin (D611) | 1. června 1973     | 17. září 1975   | Vyřazen 1999 |
| De Grasse (D612)     | 30. listopadu 1974 | 1. října 1977   | Vyřazen 2013 |

## Konstrukce

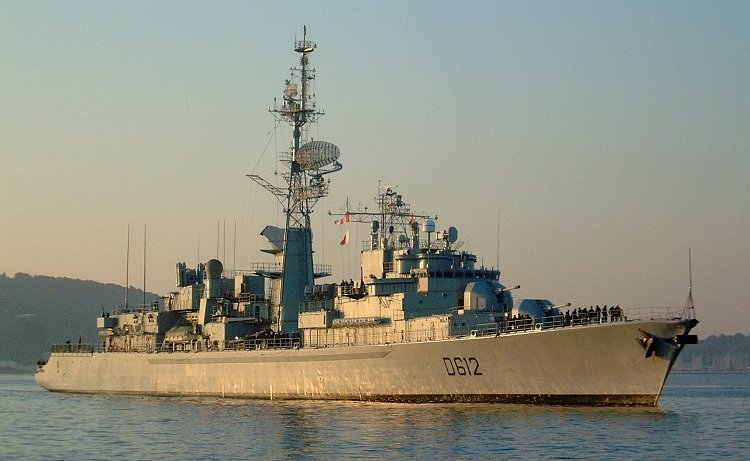
De Grasse (D612)

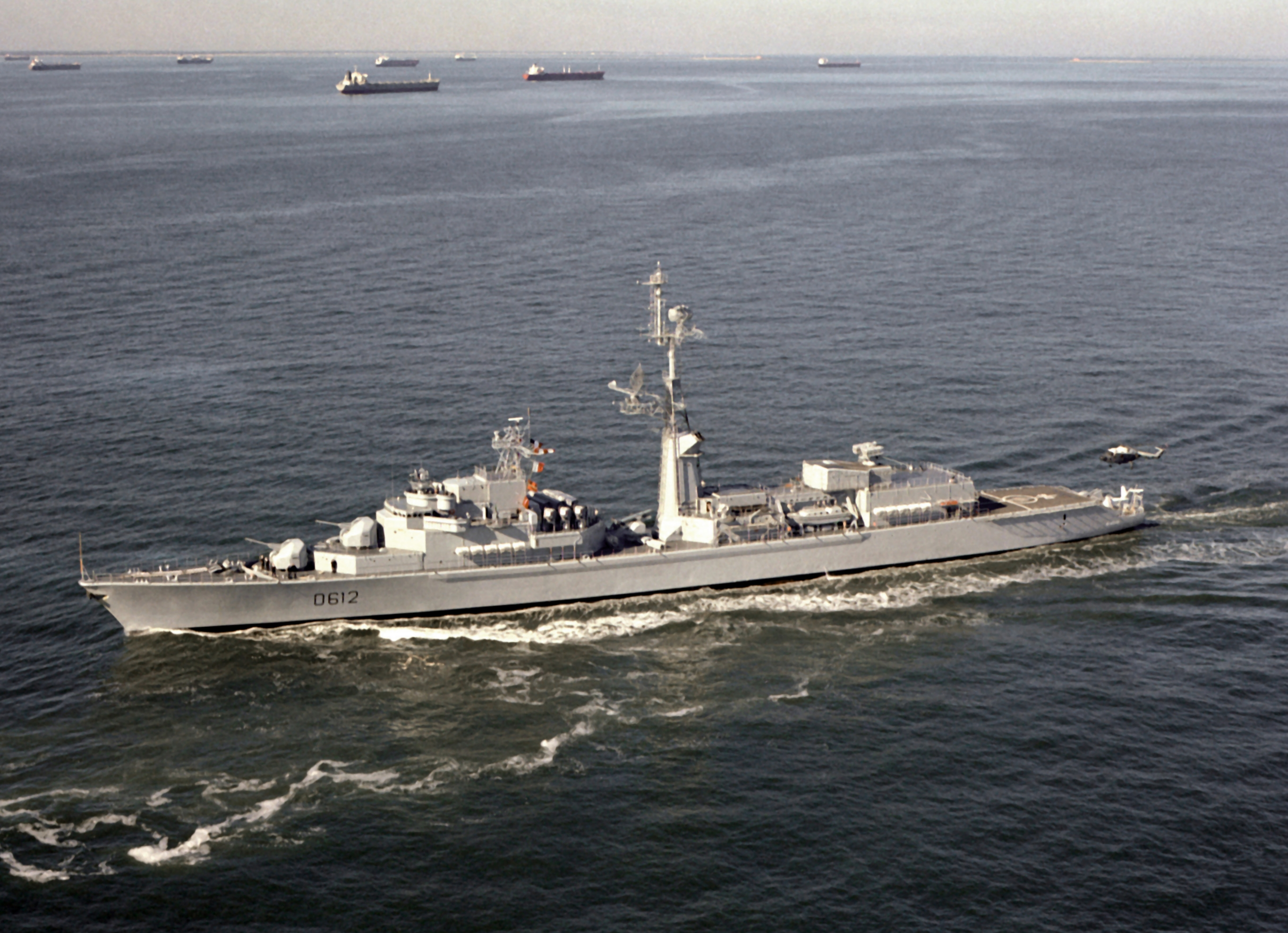
De Grasse (D612)

Na přídi stály dvě dělové věže se 100mm kanóny Creusot-Loire, přičemž hlavňovou výzbroj doplňovaly ještě dva kanóny Oerlikon ráže 20 mm. V zadní části nástavby bylo umístěno šest kontejnerů protilodních střel MM38 Exocet. Za nimi se, ve středu plavidla, nacházelo jednoduché odpalovací zařízení protiponorkového systému Malafon, ke kterému bylo neseno 13 střel. Protiponorkovou výzbroj doplňovaly dva 550mm protiponorkové torpédomety. K boji proti vzdušným cílům sloužilo osminásobné odpalovací zařízení protiletadlových řízených střel Crotale (od roku 1990 v modernější verzi Crotale EDIR), umístěné na střeše hangáru (Tourville a Duguay-Trouin na jeho místě původně nesly třetí dělovou věž se 100mm kanónem). Neseno bylo celkem 18 střel Crotale. Fregaty rovněž byly vybaveny přistávací plochou a hangárem pro uskladnění dvou protiponorkových vrtulníků Westland Lynx. Pohonný systém tvořily čtyři kotle a dvě převodové turbíny. Nejvyšší rychlost dosahovala 32 uzlů.